# Remeterák
A remeterák vagy Bernát-rák (Pagurus bernhardus) a felsőbbrendű rákok (Malacostraca) osztályának tízlábú rákok (Decapoda) rendjébe, ezen belül a remeterákok (Paguridae) családjába tartozó faj.

## Előfordulása
A Bernát-rák az észak-európai tengerpartokon leggyakrabban előforduló remeterákfaj. Európa valamennyi tengerpartján megtalálható.

## Megjelenése
A remeterák hossza 12 centiméterig terjedhet; az ilyen méretű állat rendszerint a közönséges kürtcsiga (Buccinum undatum) üres házában él. A látható testrészekkel ellentétben a csiga csillogó belső házában elhelyezkedő potroh puha. A remeterák gyakran megosztja lakhelyét a társuló tengerirózsával (Calliactis parasitica). A tengerirózsa egyfajta védelmet nyújt a ráknak, a legveszedelmesebb ellenségeivel, a fejlábúakkal: polipokkal, kalmárokkal szemben.

## Életmódja
A remeterák magányos állat, olykor társaival közösen táplálkozik. A remeterák éjjel-nappal táplálék után kutat. Fiatal korában inkább partközelben él. A Bernát-rák mindenevő, és szívesen fogyaszt dögöket, ezért a szennyezett állati tetemek mérgezést okoznak neki.

## Szaporodása
Az ivarérettséget 18 hónapos korban éri el. A párzási időszak egész évben tart. A nőstény legfeljebb 15 000 petét rak. A peték fénylően vörösek, és a nőstény hasához tapadnak. 7-10 nap múltán a petékből lárvák kelnek ki, amelyek a csigaházba költözésig négy vedlésen mennek keresztül a planktonban.

## Képek

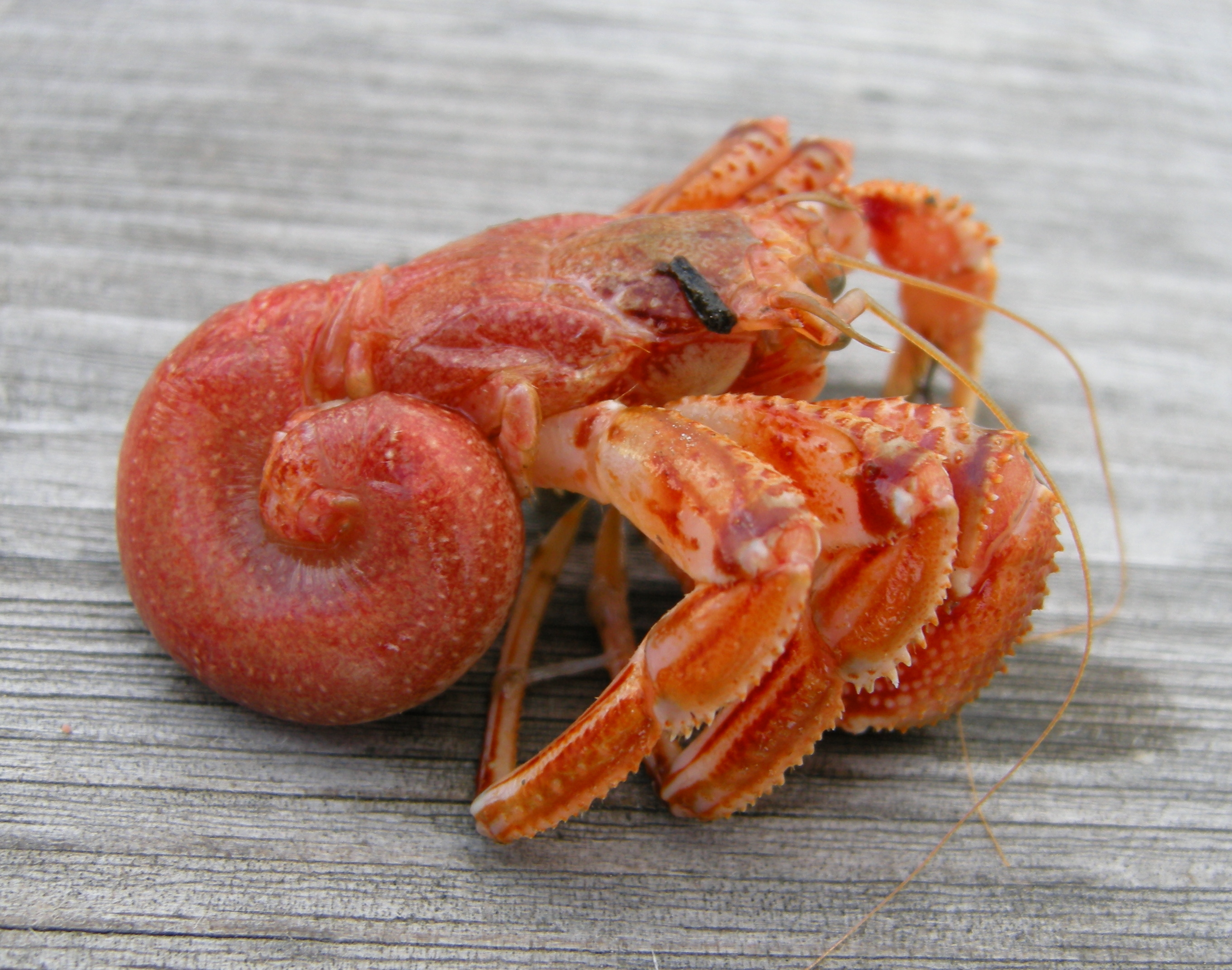
Ház nélküli remeterák
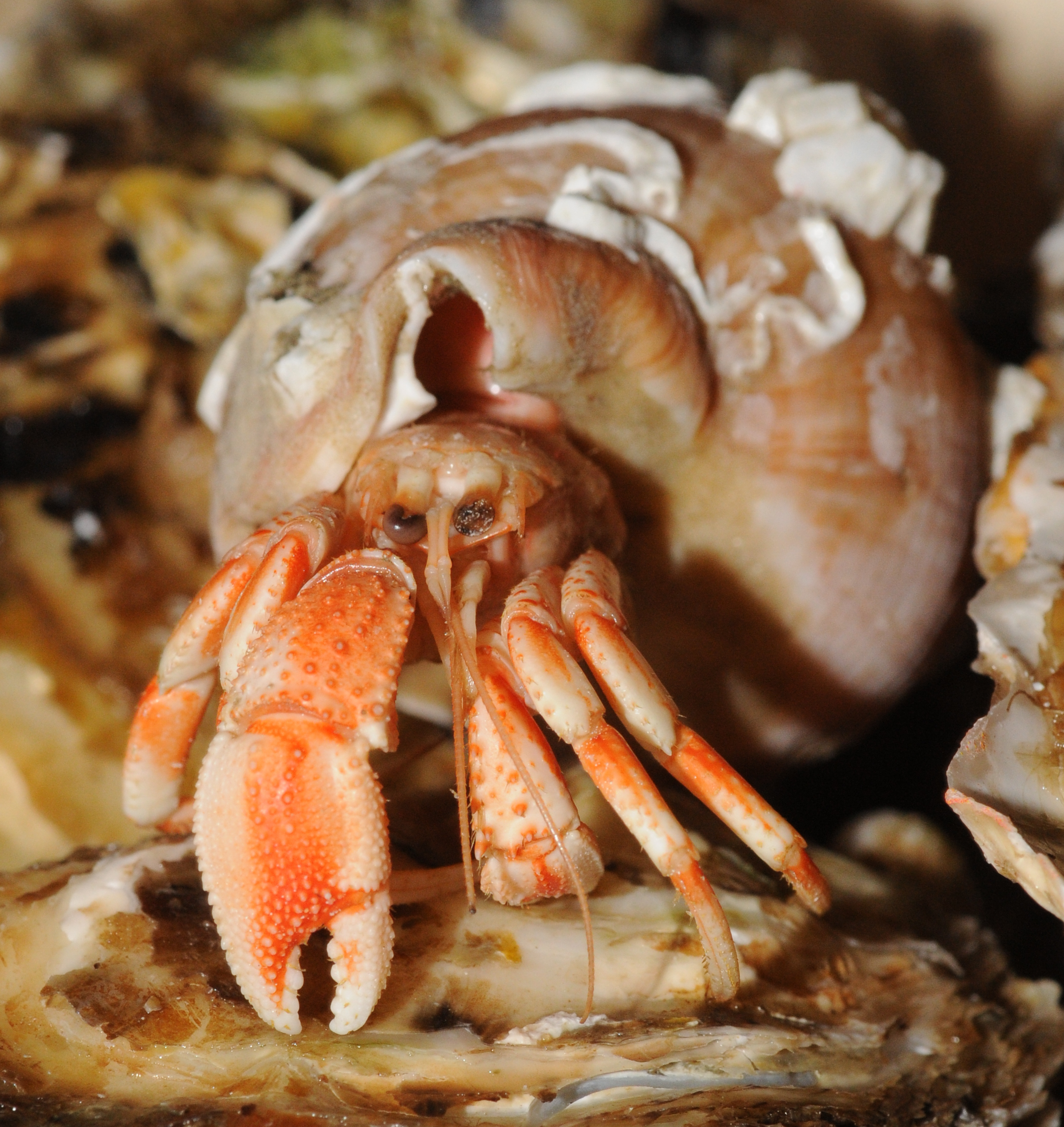
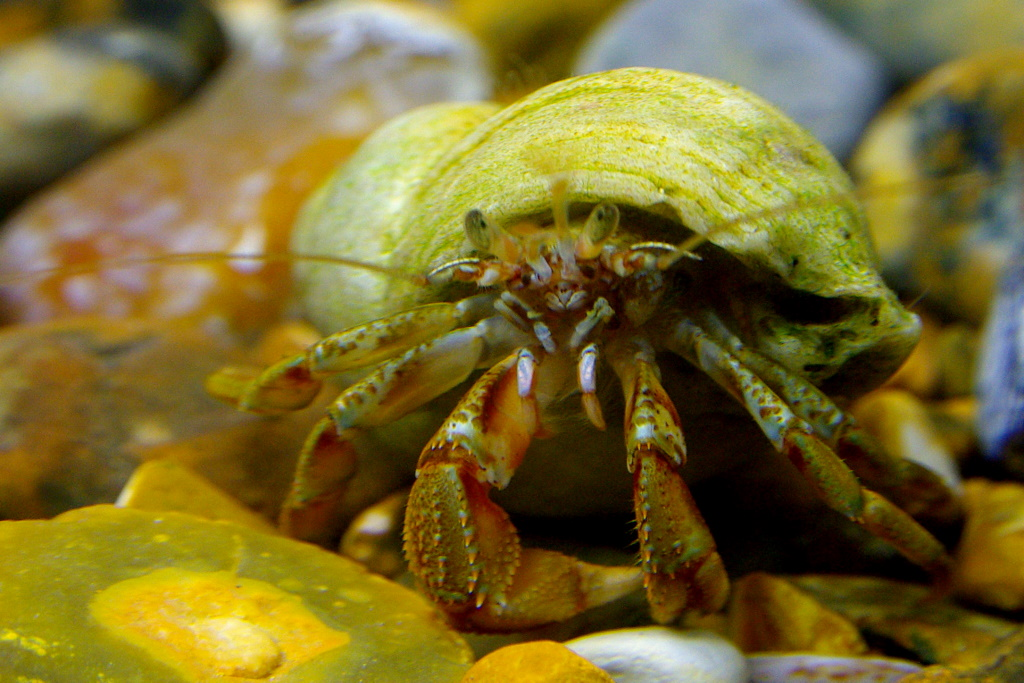
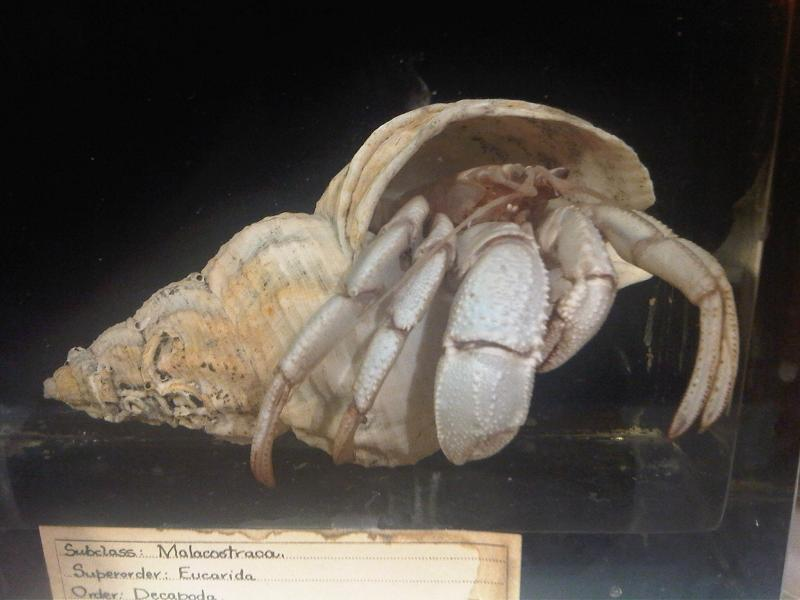
Múzeumi
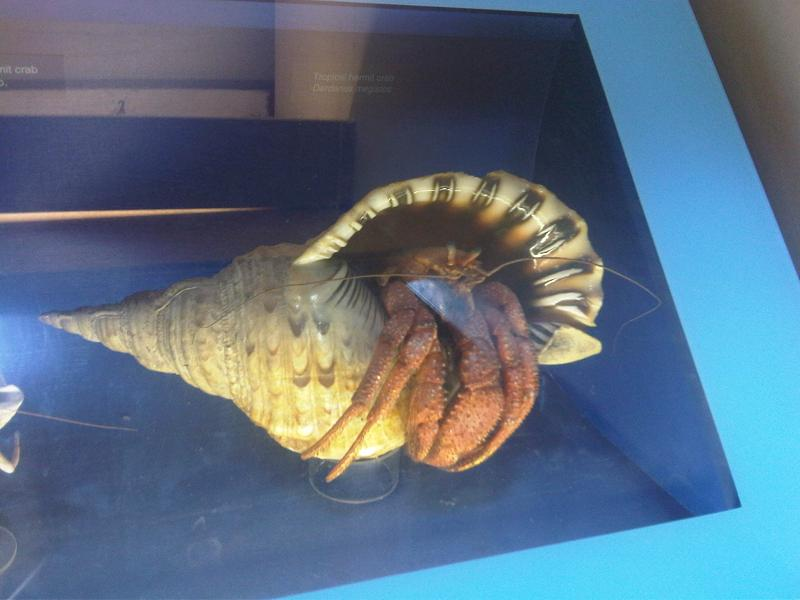
példányok